# Didymocarpus
Didymocarpus is een geslacht van planten uit de familie Gesneriaceae. Het geslacht werd in 1819 beschreven door de Deens botanicus Nathaniel Wallich. Didymocarpus wordt beschouwd als het typegeslacht van de onderfamilie Didymocarpoideae. 

## Etymologie
De naam Didymocarpus is afgeleid van de Griekse woorden didŭmos ('dubbel') en karpos ('vrucht'). De naam verwijst naar de vaak paarsgewijs bijeenstaande vruchten. 

## Determinatie
Didymocarpus wordt hoofdzakelijk vertegenwoordigd door kruidachtigen, maar bevat tevens halfstruiken en dwergstruiken. Bloeiende scheuten worden tijdens het begin van de regentijd geproduceerd en sterven doorgaans weer af nadat de vruchten gevormd zijn. De kelk is vaak voor meer dan de helft van zijn lengte vergroeid, zelden vrij tot aan de basis.

## Verspreiding
Het natuurlijke verspreidingsgebied van het geslacht omvat ruwweg Bangladesh, Bhutan, Cambodja, Oost-China, Zuid-Centraal-China, Zuidwest-China, India, Laos, Malakka, Myanmar, Nepal, Sumatra, Thailand en Vietnam.

## Gebruik
Sommige soorten uit het geslacht worden gebruikt voor fytotherapeutische doeleinden; in het bijzonder bij de genezing van nefrologische aandoeningen.

## Soorten
In de onderstaande lijst staan de soorten uit het geslacht.
- Didymocarpus acuminatus
- Didymocarpus adenocalyx
- Didymocarpus adenocarpus
- Didymocarpus albicaulis
- Didymocarpus andersonii
- Didymocarpus antirrhinoides
- Didymocarpus aromatica
- Didymocarpus aurantiacus
- Didymocarpus aureoglandulosus
- Didymocarpus barbinervius
- Didymocarpus bhutanicus
- Didymocarpus bicolor
- Didymocarpus biserratus
- Didymocarpus bracteatus
- Didymocarpus burkei
- Didymocarpus cinereus
- Didymocarpus citrinus
- Didymocarpus corchorifolius
- Didymocarpus cordatus
- Didymocarpus cortusifolius
- Didymocarpus curvicapsa
- Didymocarpus denticulatus
- Didymocarpus dongrakensis
- Didymocarpus elatior
- Didymocarpus epithemoides
- Didymocarpus gageanus
- Didymocarpus geesinkianus
- Didymocarpus glandulosus
- Didymocarpus graciliflorus
- Didymocarpus grandidentatus
- Didymocarpus heucherifolius
- Didymocarpus hookeri
- Didymocarpus insulsus
- Didymocarpus kerrii
- Didymocarpus leiboensis
- Didymocarpus macrophyllus
- Didymocarpus margaritae
- Didymocarpus medogensis
- Didymocarpus megaphyllus
- Didymocarpus mengtze
- Didymocarpus mollifolius
- Didymocarpus mollis
- Didymocarpus mortonii
- Didymocarpus nanophyton
- Didymocarpus newmannii
- Didymocarpus niveolanosus
- Didymocarpus oblongus
- Didymocarpus ovatus
- Didymocarpus parryorum
- Didymocarpus paucinervius
- Didymocarpus pedicellatus
- Didymocarpus platycalyx
- Didymocarpus podocarpus
- Didymocarpus poilanei
- Didymocarpus praeteritus
- Didymocarpus primulifolius
- Didymocarpus pseudomengtze
- Didymocarpus pteronema
- Didymocarpus pulcher
- Didymocarpus punduanus
- Didymocarpus purpureobracteatus
- Didymocarpus purpureopictus
- Didymocarpus purpureus
- Didymocarpus pygmaeus
- Didymocarpus reniformis
- Didymocarpus robustus
- Didymocarpus rodgeri
- Didymocarpus rufipes
- Didymocarpus salviiflorus
- Didymocarpus silvarum
- Didymocarpus sinoprimulinus
- Didymocarpus sivagiriensis
- Didymocarpus stenanthos
- Didymocarpus stenocarpus
- Didymocarpus subpalmatinervis
- Didymocarpus sulphureus
- Didymocarpus triplotrichus
- Didymocarpus tristis
- Didymocarpus venosus
- Didymocarpus villosus
- Didymocarpus violaceus
- Didymocarpus wattianus
- Didymocarpus wengeri
- Didymocarpus yuenlingensis
- Didymocarpus yunnanensis
- Didymocarpus zhenkangensis
- Didymocarpus zhufengensis